# Північно-Західний університет
Північно-Західний університет (англ. Northwestern University) — один із найстаріших університетів в Іллінойсі. Основне студентське містечко розміщене в Еванстоні вздовж узбережжя озера Мічиган.
Серед теперішніх і колишніх викладачів, а також випускників університету — 19 Нобелівських лауреатів, 38 отримувачів Пулітцерівської премії, 6 одержувачів стипендії Мак-Артура.
Був заснований 1851 року Джоном Евансом, на честь якого назване місто Еванстон, та вісьмома іншими бізнесменами, юристами та лідерами методистського руху. Навчання розпочалося 1855 року, з 1869 року було дозволено навчатися жінкам.
Основний кампус в Еванстоні розташований на відстані 12 миль на північ від Чикаго. Школа права, Медична школа та Школа професійної освіти розташовані в кампусі в Чикаго. У 2008 році університет відкрив філію в Катарі.

## Структура

### Студентське містечко в Еванстоні
- Коледж мистецтв і наук Вайнберга (заснований в 1851 році)
- Школа комунікації (1878)
- Школа музики (1895)
- Школа інженерних і прикладних наук МакКорміка (1909)
- Школа журналістики (1921)
- Школа освіти та соціальної політики (1926)
- Школа професійної освіти (1933)
- Школа менеджменту Келлогга (1908)
- Вища школа (1910)

### Студентське містечко в Чикаго
- Медична школа Файнберга (1859)
- Школа менеджменту Келлогга (1908)
- Школа права (1859)
- Школа професійної освіти (1933)

## Випускники
- Нолан Петерсон — американський військовий кореспондент
- Леонід Радвінський — американський підприємець українського походження